# Lurgorri Ikasle Elkartea
Lurgorri Ikasle Elkartea (Asociación de Estudiantes de Lurgorri) es una asociación de estudiantes nacionalista vasca, vinculada al PNV, registrada en UPV/EHU y que recibe su nombre del dirigente jeltzale Lurgorri fusilado en la Guerra Civil, José María Azcárraga Mozo. Tiene como principal objetivo ser portavoz del colectivo estudiantil desde una perspectiva progresista y abertzale, reivindicando sus derechos y defendiendo sus peticiones y necesidades. Tiene un miembro en la Comisión Permanente del Consejo Vasco de la Juventud, del que forma parte, y está presente en la Junta de la Facultad de Ciencias Sociales y de la Comunicación de la UPV/EHU.

## Representación
Ha sido un sindicato de estudiantes con escasa presencia en los Consejos de Estudiantes de la UPV, exceptuando la Escuela Universitaria de Estudios Empresariales. En el curso 2005/2006 se presentó al Consejo de Estudiantes de la UPV/EHU en una candidatura conjunta con Ikasle Abertzaleak e Izquierda Universitaria, y grupos de representantes independientes. Debido a la impugnación de las mismas, los resultados de dicha elección fueron anulados. En el curso 2005/2006 llegó a ser la segunda fuerza en las elecciones al claustro de la UPV/EHU. Sus representantes presidieron el Consejo de Estudiantes de la universidad pública vasca entre los años 2011-2013.
En el año 2013 se denunció el gasto de 22.000€ en una agencia de comunicación vinculada al PNV que realizó el Consejo de Estudiantes de la UPV/EHU durante la presidencia, secretaría y tesorería de miembros de Lurgorri. En las elecciones al Claustro de la Universidad del País Vasco de ese año obtuvo dos representantes, siendo la asociación de estudiantes con menor representación. Durante dicha campaña electoral denunció coacciones por parte de "grupos radicales" en la Facultad de Ciencias Económicas de Sarriko. A partir del 2013 no ha tenido representación en el Consejo de Estudiantes de la UPV/EHU ni los Consejos de Estudiantes de los Campus de Vizcaya, Guipúzcoa y Álava. En el 2015-2016 no se presentó ninguna candidatura bajo el nombre de esta asociación a las elecciones al claustro y miembros de las candidaturas de Lurgorri del 2013 lo hicieron bajo el nombre de Elkarregaz en Junta de la Facultad de Ciencias Sociales y de la Comunicación, obteniendo 2 representantes de 9.